# Time Trap
Time Trap (Capcana timpului) este un roman științifico-fantastic din 1949 scris de autorul american Rog Phillips. A fost publicat de Century Pocket Books (nr. 116) și a fost citat ca fiind unul dintre primele romane originale științifico-fantastice tipărite vreodată cu copertă broșată, dacă nu chiar primul.
În 1954 a fost tradus în limba franceză ca Piège dans le temps și publicat în colecția Anticipation a editurii Fleuve Noir (nr. 192). În 1958 a fost tradus în limba germană ca Die Zeitfalle și în 1979 în limba italiană ca Trappola nel tempo.

## Rezumat
Joe Ashford și Ray Bradley sunt doi ingineri bine-cunoscuți în fizica nucleară care au încrucișat un telefon comun cu cel mai recent tip de unitate de inducție nucleară. Ei au obținut mult mai mult decât se așteptau, au descoperit ceva ce nici măcar Alexander Graham Bell nu și-ar fi putut imagina niciodată în cele mai nebunești vise ale sale – un telefon cu o conexiune directă în viitor! Și la celălalt capăt al acelei conexiuni era o voce... o voce umană. Dar cui aparține această voce și ce însemnau cu adevărat cuvintele ei de avertizare șoptite? Cei doi ingineri uimiți, ajung să creeze o mașină a timpului care i-ar putea duce în viitorul îndepărtat, un viitor în care Statele Unite ale Americii sunt amenințate de ceva oribil cu trei ochi din trecutul Pământului.